# آمنمحات دوم
نبکورع آمِنِمحات دوم سومین فرعون دودمان دوازدهم مصر باستان است که برای ۳۵ سال میان سال‌های ۱۹۲۹ تا ۱۸۹۵ پیش از میلاد فرمانروایی می‌کرده. نام شاهی او نبکورع به معنای «روان‌های رع طلایی باد» است.

## خانواده
آمِنِمحات دوم پسر شاه سنوسرت یکم و شهبانو نفرو سوم بود. نام همسر او مشخص نیست ولی به تازگی نام سِنِت پیشنهاد شده که از روی ستونی سنگی پیدا شده. ثابت شده است که خنومت و ایتا - دو زنی که در هرم آرامگاه او به خاک سپرده شده‌اند - خواهران او بوده‌اند.

## بر تخت نشستن
آمِنِمحات دوم و پسرش سنوسرت دوم فرمانروایی مشترک کوتاه مدتی را تجربه کردند. سنگ هاپو در اسوان که تاریخ سومین سال سنوسرت دوم و ۳۵مین سال آمِنِمحات را بر خود دارد نشان می‌دهد که سنوسرت در ۳۳مین سال پادشاهی پدرش بر تخت نشسته. در این سنگ نام پادشاه جوان پیشتر از نام پادشاه پیر آمده که می‌تواند نشان از این داشته باشد که او حتا پیش از مرگ پدرش دارای اعتبار و نفوذ بالایی در سامانه حکومتی بوده.

## ساخت و ساز
از سازه‌های ساخته شده توسط آمِنِمحات دوم اطلاعات چندانی در دست نیست. او در جلوی نیایشگاه شهر الاشمونین دروازه‌ای ساخت. از روی تاریخ‌های نوشته شده بر سنگ‌نبشته‌ها مشخص است که او عملیاتی نیز در دلتای نیل داشته است. در ستونی در ابیدوس سخن از معبدی است که وجود آن را نمی‌توان تایید کرد. او کانالی به موازات نیل کشید (آبراه یوسف) و فیوم را به عنوان سرزمین کشاورزی برگزید.

### آرامگاه
آمِنِمحات هرمش را در محوطه گورستانی دهشور بنا کرد. هرم آمِنِمحات دوم در نزدیکی هرم سرخ فرعون سنفرو قرار دارد.